# Juan Carlos Ortega Moreno
Juan Carlos Ortega Moreno (Barcelona, 18 de desembre de 1968) és un humorista català que exerceix la seva professió en ràdio, televisió i premsa.

## Trajectòria
Va començar a treballar en la ràdio en el programa La bisagra que conduïa Xavier Sardà en Ràdio Nacional d'Espanya. Quan Sardá es trasllada a la Cadena SER, manté les col·laboracions d'Ortega en el seu espai La Ventana. També ha treballat amb Jesús Quintero a El lobo estepario i amb Júlia Otero a La radio de Julia d'Onda Cero. En aquest programa s'encarregava d'elaborar, amb caràcter humorístic, la entradilla al "Gabinete", la secció de debat amb la qual es tancava el programa de Julia Otero. Ho va fer durant l'última temporada, abans que fos eliminat de la graella pels nous directius d'Onda Cero.
En televisió va fer les seves primeres incursions en el programa La escalera mecánica (2000), de TVE i posteriorment a Vitamina N (2002) de City TV la televisió local de Barcelona, tots dos presentats per Jordi González.
Després d'aquest parèntesi torna a la ràdio, en aquesta ocasió amb Gemma Nierga, també a La Ventana de la Cadena SER. Paral·lelament es converteix en col·laborador assidu del programa de TV Crónicas marcianas de Telecinco (2003-2005).
En octubre de 2005 és fitxat per la cadena de TV Cuatro, i s'integra en la plantilla del magazine Channel núm. 4 d'Ana García Siñeriz i Boris Izaguirre, encarregant-se de la part humorística sl programa.
Al febrer de 2007 presenta i dirigeix un Programa d'entrevistes nocturn anomenat La noche americana i que compta amb la col·laboració d'Olímpia Fernández, una septuagenària aliena fins al moment al món de la comunicació, que exerceix de copresentadora i reportera. El programa conclou a les sis setmanes de començar la seva emissió.
Al juny del 2008 crea conjuntament amb Empar Moliner i Àlex Torio Herois quotidians, un programa de falsos reportatges a TV3. A més, al juliol, comença les col·laboracions sl programa de tarda Vacances pagades també de TV3.
La temporada 2008/09 s'incorpora, com a col·laborador setmanal, al programa El día de COM Ràdio, durant l'última part del programa que presenta el locutor Albert Vico.
Des d'octubre de 2009 presenta el programa divulgatiu La mitad invisible de La 2 de RTVE, com a conductor del programa. A la nit de cap d'any de 2012 va presentar les campanades a aquesta mateixa cadena.
Ha col·laborat en el programa de Ràdio Nacional d'Espanya No es un día cualquiera dirigit i presentat per Pepa Fernández, que s'emet durant els matins dels caps de setmana. La seva secció "Cuentos para Ulises" s'ha convertit en un referent del programa. En el mateix programa presenta la secció "Ràdio 6". Actualment té el seu propi programa a la Cadena Ser anomenat Las noches de Ortega.
Així mateix, són habituals les seves col·laboracions en el programa d' Especialistas Secundarios de Radio Barcelona (Cadena SER), principalment com a veu en off dels tascons promocionals del mateix i en alguna aparició ocasional en directe en l'estudi. També exerceix com a col·laborador des de 2016 en el programa Late motiv de Andreu Buenafuente, al canal 0# de Movistar amb la seva secció, Late Radio.
També té un espai a la Cadena SER anomenat Las noches de Ortega, dins de la programació d' Oh! My LOL.
En 2016 va rebre un dels Premis Ondas 2016 per la seva trajectòria professional.

## Llibres
El 2004 va publicar Buenos días Sócrates: reflexiones de un filósofo sin estudios, tractant de desmuntar uns quants tòpics del nostre temps. A Morirse es una mierda (2005), analitza, seguint el seu estil, alguns dels consols que la humanitat ha inventat per a eliminar la por a la mort. Sense tractar-se d'un llibre humorístic, el seu text deixa traslluir el mateix estil que li ha fet popular en ràdio i televisió. En 2015 publica el llibre de divulgació científica El universo para Ulises.